# Обсерваторія Аси-Тургень
Обсерваторія Аси-Тургень імені академіка Тукена Бігалійовича Омарова - найбільша в Казахстані астрономічна обсерваторія. Знаходиться на високогірному плато Аси гірського хребта Заілійський Алатау, в 75 км на схід від Алмати, і має найкращий астроклімат в Казахстані. Підпорядкована Астрофізичному інституту імені Фесенкова і має кращі умови для спостережень, ніж дві інші обсерваторії інституту - Каменське плато і Тянь-Шаньська астрономічна обсерваторія, що розташовані ближче до Алмати і сильніше страждають від світлового забруднення.

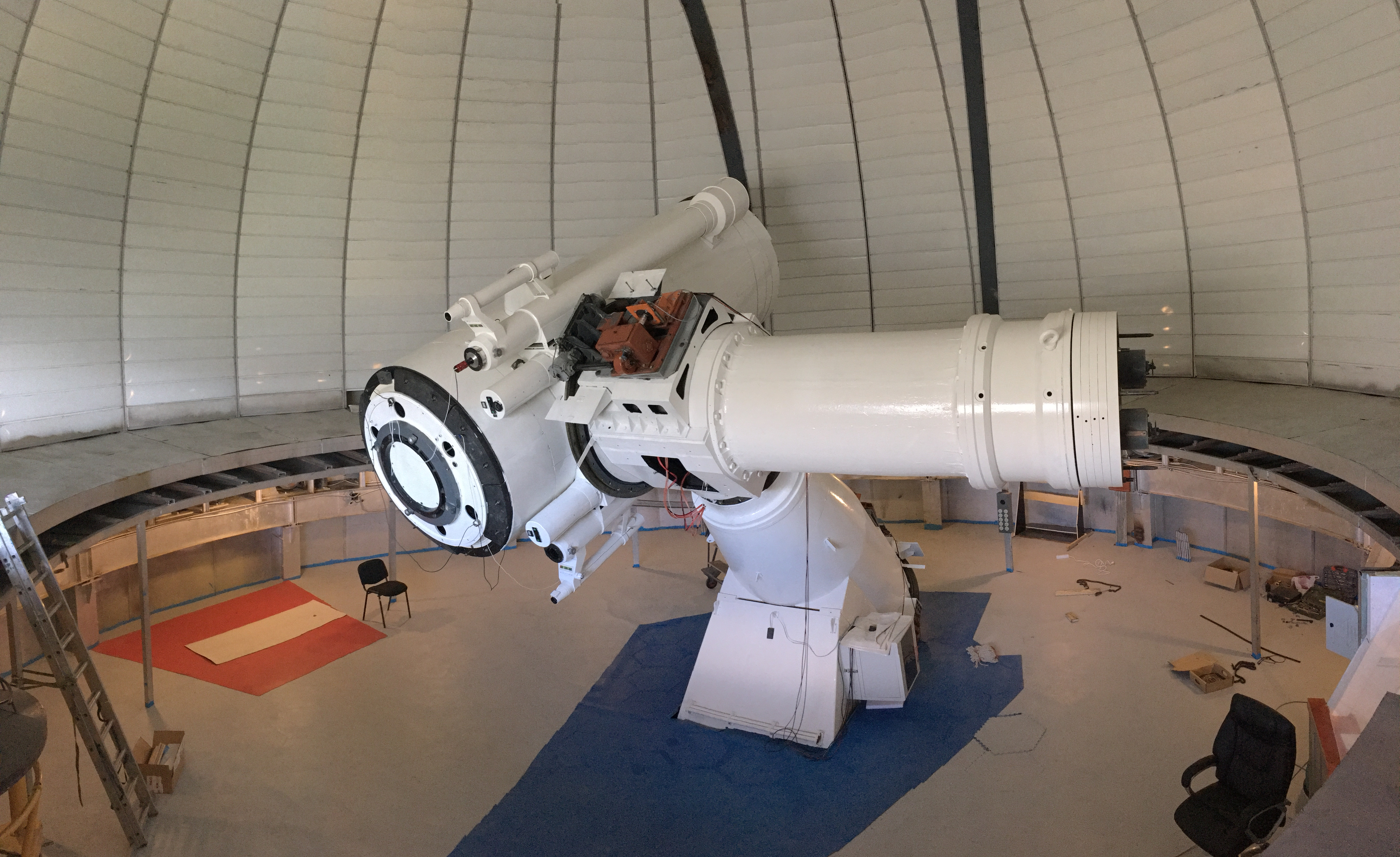
Телескоп АЗТ-20

## Історія
Постійні спостереження в обсерваторії почалися 1981 року на метровому «Цейсі». До 1991 року було зведено готельний блок. Планувалося встановлення 1,5-метрового телескопа АЗТ-20, але через розпад СРСР проєкт був заморожений. 2014 року було ухвалено рішення про добудову телескопа, і 2017 року АЗТ-20 було введено в тестову експлуатацію.

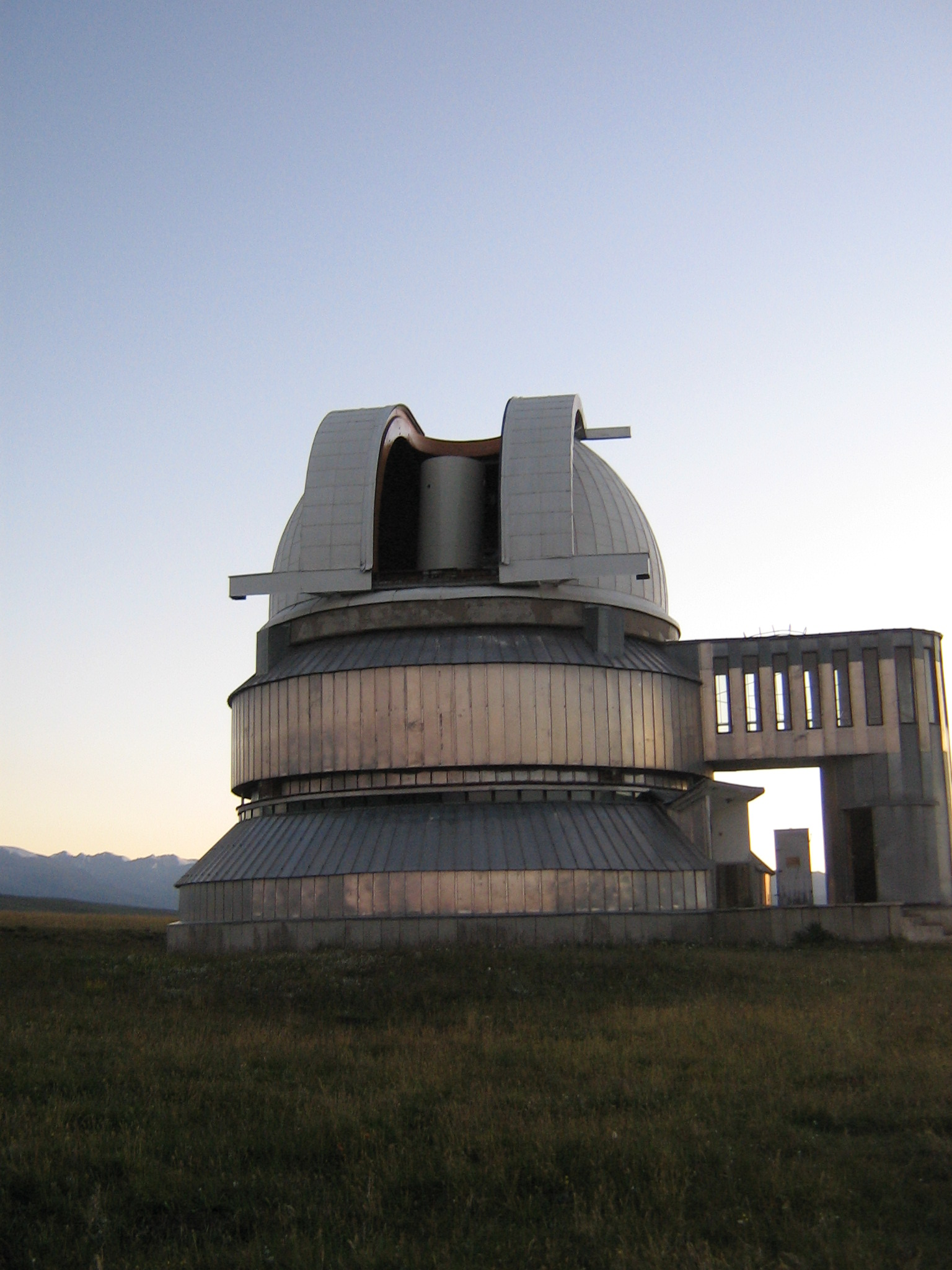
Павильон телескопа Carl Zeiss

## Інструменти
- Телескоп АЗТ-20, D = 1560 мм
- Телескоп Zeiss-1000, D = 1016 мм
- Телескоп RC-500, D = 508 мм
- Телескоп CDK-700, D = 700 мм, належить Університету Назарбаєва